# Volvicoccus
Volvicoccus är ett släkte av insekter. Volvicoccus ingår i familjen ullsköldlöss.
Kladogram enligt Catalogue of Life:
| Volvicoccus | \| \| Volvicoccus alpinus \| \| \| \| \| \| Volvicoccus volvifer \| \| \| \| |
|             | \| \| Volvicoccus alpinus \| \| \| \| \| \| Volvicoccus volvifer \| \| \| \| |
|             | Volvicoccus alpinus                                                          |
|             |                                                                              |
|             | Volvicoccus volvifer                                                         |
|             |                                                                              |